# Creador de videojoc
Un creador de videojoc (o també desenvolupador o editor) és un desenvolupador de programari (d'un negoci o individual) que crea videojocs d'ordinador o consola. Un desenvolupador pot especialitzar-se en qualsevol sistema de videojoc, com pot ser el Microsoft Xbox, Nintendo GameCube, o la Sony PlayStation 2 o pot desenvolupar per una gran varietat de sistemes fins i tot els ordinadors.
Alguns desenvolupadors també s'especialitzen en certs tipus de jocs, com els RPG o els FPS. Alguns se centren en portar jocs d'un sistema a un altre. Uns altres s'enfoquen a traduir jocs d'un llenguatge a un altre, especialment del japonès al anglès. Alguns grups inusuals fan altres tipus de desenvolupament de programari en addició als jocs.
La majoria de les distribuïdores de videojocs, com Electronic Arts, Activision, Nintendo i Sony, mantenen estudis de desenvolupament, però aquestes empreses són generalment cridades distribuïdores i no desenvolupadores, ja que distribuir és l'activitat principal d'aquestes empreses.
A més de les distribuïdores, avui dia existeixen també més de 1000 empreses desenvolupadores de videojocs. Moltes d'elles són petites operacions d'1 o 2 persones els qui creen jocs Flaix per a la web, o jocs per telèfons mòbils. Unes altres són grans empreses amb estudis en múltiples llocs, i amb centenars d'empleats. Com a regla general, les desenvolupadores són empreses no cotitzades; solament unes poques desenvolupadores que no són distribuïdores arriben a ser cotitzades.

## Tipus de desenvolupadors

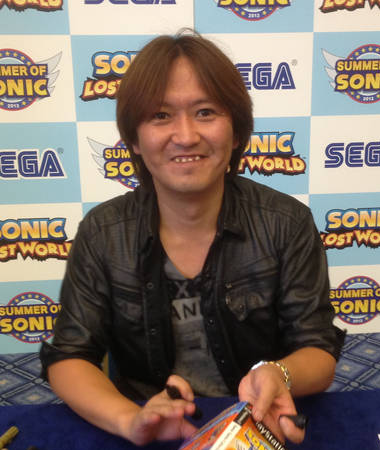
Takashi Iizuka, l'escriptor i productor de Sonic Superstars

Els desenvolupadors de videojocs es classifiquen en tres categories: desenvolupadors tercers, desenvolupadors interns i els més petits independents. Els desenvolupadors generalment contracten a un grup de programadors, dissenyadors de jocs, artistes, enginyers de so, productors i emprovadors, a pesar que alguns d'aquests rols poden ser externs. De manera confusa, una persona individual dins de qualsevol d'aquests rols pot ser cridada desenvolupadora de videojocs.
El mètode de desenvolupament preferit per la majoria ha canviat en diverses ocasions a través del temps.
Els jocs originals d'arcade i videoconsoles dels anys 70 i 80 van ser desenvolupats de manera interna per fabricants com Atari i Williams, tenint cada joc un sol programador. Mentrestant, el mercat de les computadores casolanes va atreure als programadors per afició que no disposaven dels recursos necessaris per distribuir els seus propis jocs, la qual cosa va conduir a les primeres relacions entre desenvolupadors i distribuïdors. Encara que els primers d'aquests desenvolupadors van ser efectivament independents i venien directament a les tendes de computadores, les tendències de la indústria d'inclinar-se cap a jocs més grans i costosos i contractes de distribució més grans per a la venda nacional i global van avivar el desenvolupament de tercers. En els anys 90, el desenvolupament independent hi havia pràcticament desaparegut de la indústria, amb la rara excepció de Id Software. No obstant això, a mitjan anys 2000 els independents han vist una renovació en l'atenció de la indústria, particularment a causa de les preocupacions pel gran augment de les distribuïdores en els costos dels jocs. Alguns desenvolupadors han respost a aquestes pressions ja sigui deixant el mercat de la distribució per complet, o en dinamitzar el seu procés amb una nova èmfasi en la subcontractació, tal com ho fan els estudis de pel·lícules.

### Desenvolupadors de tercera o tercers
Els desenvolupadors de tercera o tercers (també coneguts per l'anglès third-pary developers) són usualment cridats per una distribuïdora de videojocs perquè desenvolupin un títol per més d'un sistema. Tant la distribuïdora com el desenvolupador decideixen com serà el disseny i el contingut del joc. No obstant això, en general les decisions de la distribuïdora van sobre les del desenvolupador, a causa que la distribuïdora és qui li paga al desenvolupador perquè creu el joc.
L'arranjament del negoci entre el desenvolupador i la distribuïdora es designa mitjançant un contracte, el qual especifica una llista de metes per complir, les que haguessin de ser enviades entre quatre a vuit setmanes. En rebre aquestes metes, la distribuïdora és capaç de verificar que el treball està progressant d'una manera prou ràpida com per aconseguir la data límit designada, i d'indicar-li el camí correcte al desenvolupador en el cas que el joc estigui sent creat d'una manera diferent a la pensada. Quan cada "meta" és completada i acceptada, la distribuïdora li paga al desenvolupador un avanç en regalias. El desenvolupador usa aquests diners per pagar les seves operacions.
Els desenvolupadors reeixits poden mantenir a diversos equips treballant en diferents jocs per a diferents distribuïdores. No obstant això, en general els tercers tendeixen a ser petits i a estar composts d'un equip simple i proper entre si.
El desenvolupament de jocs per tercers és un negoci volàtil, ja que els petits desenvolupadors podrien ser enterament dependents dels diners d'un distribuïdor. Un simple joc cancel·lat pot ser letal per a un petit desenvolupador. A causa d'això, moltes de les empreses desenvolupadores més petites duren només uns pocs anys, o fins i tot alguns pocs mesos. La constant batalla per aconseguir pagaments per metes complertes i organitzar el contracte per al següent joc és una distracció persistent en el maneig de cada desenvolupador de videojocs.
Una comuna i desitjable estratègia de sortida per a un desenvolupador de videojocs extremadament reeixit és vendre l'empresa a una distribuïdora, i així convertir-se en un desenvolupador intern.

### Desenvolupadors interns
Moltes distribuïdores de jocs mantenen desenvolupadors interns o estudis. La grandària dels equips varia depenent dels jocs, però poden arribar a estar formats des de molt poques persones fins a una dotzena. En el cas dels MMORPGs i els videojocs més grans, l'equip pot arribar a estar compost de 100 persones o més.
Els equips de desenvolupament interns tendeixen a tenir una major llibertat quant al disseny i contingut d'un joc, comparats amb els equips de tercers. Entre les raons que expliquen això està el fet que ja que els desenvolupadors són emprats de la distribuïdora, els seus interessos són pràcticament els mateixos. D'aquesta forma, la distribuïdora no ha de preocupar-se tant que les decisions dels desenvolupadors sobrepassin les seves.
En anys recents, les grans distribuïdores han adquirit diversos desenvolupadors tercers. Encara que aquests equips de desenvolupament són ara tècnicament interns ells segueixen operant d'una manera autònoma, cadascun amb la seva pròpia cultura i pràctiques de treball. Per exemple: Electronic Arts va adquirir Maxis (1997), Activision va adquirir Raven (1997), Neversoft (1999), Z-Axis (2001), Treyarch (2001), Luxoflux (2002), Shaba (2002), Infinity Ward (2003) i Vicarious Visions (2005). Tots aquests desenvolupadors segueixen operant de manera similar a la qual tenien abans de ser adquirits, sent les principals diferències l'exclusivitat i els detalls financers.
El temps ha demostrat que les distribuïdores tendeixen a tenir una major compassió amb els seus propis equips de desenvolupament que amb els tercers, quant al no compliment de dates límits.
Un equip de desenvolupament intern que treballa per a un fabricant de videoconsoles és també conegut com a desenvolupador principal. Una empresa que està properament unida a un fabricant de videconsolas (o ocasionalment a una distribuïdora) és conegut com un desenvolupador secundari. De manera confusa, les distribuïdores són de vegades anomenats tercers dins del context de les seves relacions amb els fabricants de consoles (Sony, Microsoft i Nintendo). Aquesta particular distinció entre desenvolupadors principals, secundaris i tercers generalment no s'aplica al desenvolupament de jocs de computadora.

### Desenvolupadors independents
Els independents (o "indies") són petits desenvolupadors de programari que no pertanyen a cap distribuïdora.
Alguns d'aquests desenvolupadors distribueixen els seus propis jocs, confiant la seva publicitat a la Internet. Sense el gran pressupost facilitat per les distribuïdores principals, els seus productes mai arriben a obtenir tant reconeixement com els de les grans distribuïdores. No obstant això, ells són lliures d'explorar temes i estils de joc experimentals en els quals les distribuïdores principals no arriscarien els seus diners.
Altres desenvolupadors independents creen programari de jocs per a algunes distribuïdores de videojocs en diferents plataformes. En la dècada del 2000, aquest model va perdre popularitat a causa que les grans distribuïdores com Electronic Arts i Activision van establir estudis interns usualment composts per desenvolupadors independents que van ser adquirits per a la majoria de les seves necessitats de desenvolupament. No obstant això en la dècada de 2010 hi ha hagut un ressorgiment del fenomen "indie" gràcies a la facilitat de publicació i distribució de jocs tant en plataformes mòbils (Android, iOS, Windows Phone) com en computadores (Steam, Itch.io).

## Espanya
A Espanya existeixen més de 300 empreses dedicades a la creació i distribució de videojocs, que facturen més de 300 milions d'euros a l'any. La major part són petites desenvolupadores independents, mentre unes altres treballen parcialment o totalment per a grans distribuïdores internacionals. La majoria tenen les seves oficines a Barcelona o a Madrid.
Entre les més importants poden esmentar-se MercurySteam, Social Point, Pendulo Studios, Ubisoft Barcelona, Studio FX (de FX Interactive), Digital Legends, Novarama, Carxofa Soft, Tequila Works, i unes altres ja desaparegudes o reconvertides com Pyro Studios o Dinamic Multimèdia. Moltes d'elles estan adherides a associacions espanyoles d'empreses de videojocs, com AEVI (antiga aDeSe) o DEV.
En l'àmbit de la formació, el desenvolupament de videojocs ha començat en anys recents a ser objecte d'atenció per part de les universitats espanyoles, i en algunes d'elles (com la UCM o la UPF) s'imparteixen actualment màsters especialitzats en la matèria.

## Qualitat de vida
El desenvolupament de videojocs en els Estats Units és usualment realitzat en un ambient de negoci extremadament casual. Poleras i sandàlies són comunament les robes de treball, i les hores de treball són usualment flexibles; molts desenvolupadors comencen el seu dia de treball a les 10:00 AM, a pesar que els empleats usualment treballen almenys 40 hores a la setmana. Els empleats són bastant ben pagats pel que sembla per als "estrangers" un treball lleuger. Molts desenvolupadors tenen un pla de beneficis compartits per recompensar als seus empleats.
Molts consideren a aquest tipus d'ambient com a agradable, tant professional com personalment. No obstant això, la indústria és també coneguda per requerir generalment altes hores de treball dels seus empleats, de vegades a un nivell que és vist com a insostenible i destructiu.
cal ressaltar que, a més d'estar dins de la indústria de programari, el desenvolupament de videojocs està també dins de la indústria de l'entreteniment, i molts sectors d'aquesta indústria (com les pel·lícules i la televisió) són generalment coneguts per requerir llargues hores de treball i dedicació de part dels seus empleats. Les recompenses de la creativitat en les indústries d'entreteniment en general atreuen una major mà d'obra a la indústria que unes altres, la qual cosa crea un competitiu mercat laboral dins de la indústria, la qual cosa al seu torn requereix un major nivell de funcionament de part d'aquells que volen mantenir la competència com a empleats. No obstant això, malgrat això molts senten que les condicions de treball actuals en la indústria estan causant un significant deterioro en la qualitat de vida dels seus empleats, i dins de les comunitats de la indústria (com la IGDA) existeix un increment en la quantitat de discussions sobre el problema. Factors com la hora del judici, descrita més a baix, tendeixen a elevar la sobrecàrrega de treball.

### Hora del judici
La gran majoria de les desenvolupadores de videojocs són conegudes per la sobrecàrrega de treball dels seus empleats. La hora del judici és el punt en què la gerència s'adona que l'equip està experimentant un retard; no s'aconseguirà a aconseguir tot el necessari per completar la meta a temps, la qual cosa significa que la distribuïdora no li pagarà a la desenvolupadora fins que la meta sigui acabada. Ja que la major part de les empreses de desenvolupament són operacions tan petites, això presenta un real risc que l'empresa no sigui capaç de pagar-li als seus empleats a temps. Amenaces pitjors ocorren quan es torna aparent que l'equip no podrà enviar el joc a temps íntegrament.
Una resposta comuna a això és la invocació de l'hora del judici, dictant una setmana de treball d'entre 60 i 80 hores, incloent treball els caps de setmana, amb l'esperança que l'equip sigui capaç d'acabar a temps. La complexitat del flux de treball en la creació d'un videojoc fa molt difícil manejar els horaris de l'equip, la qual cosa significa que és inusual que un projecte no sorprengui als seus directors amb cap retard.
Controversialmente, als empleats als Estats Units no se'ls paga uns diners addicionals pel temps extra treballat durant l'hora del judici, a causa que totes les desenvolupadores mantenen empleats assalariats. Als empleats assalariats no se'ls paga per hora i són classificats com a professionals. Per tant, la major part de les lleis de pagament per temps extra no són aplicables. Una notable excepció és Califòrnia, on els desenvolupadors de programari són específicament protegits en fer-se complir un salari per hora treballada.
L'atenció quant a l'hora del judici va començar a fer-se fort en 2004, quan va ser publicada una entrada en un blog titulada ea_spouse, una espècie de manifestació. L'entrada parlava sobre la crueltat de l'hora del judici i va ser comunicat per Erin Hoffman, de llavors la xicota del desenvolupador d'Electronic Arts Leander Hasty (des d'aquest llavors Hasty i Hoffman es van unir a un estudi de desenvolupament independent, 1st Playable Productions, i van fundar una pàgina web orientada cap a la discussió de l'ambient del desenvolupament de videojocs dins de les indústries, Gamewatch Arxivat 2020-08-07 a Wayback Machine.). Hoffman va dir que la seva vida estava sent indirectament destruïda per la política de treball de l'empresa. Això va portar a un gran debat dins de la indústria, però no es va produir cap canvi visible fins a març de 2005, quan Electronic Arts va anunciar internament que estava planejant pagar-los el temps extra a alguns dels seus empleats.
El problema sobre els horaris mal organitzats encara continua. Els desenvolupadors de jocs, especialment els més nous, són coneguts perquè el seu excés d'entusiasme per un projecte els pot portar a passar per alt la immensa quantitat de treball realitzat fora de l'horari comercial.